# (427695) Johnpazder
(427695) Johnpazder est un astéroïde de la ceinture principale.

## Description
(427695) Johnpazder est un astéroïde de la ceinture principale. Il fut découvert le 16 mars 2004 à Mauna Kea par David D. Balam. Il présente une orbite caractérisée par un demi-grand axe de 3,11 UA, une excentricité de 0,11 et une inclinaison de 9,5° par rapport à l'écliptique.

## Compléments